# Fundación para la Cultura y las Artes
La Fundación para la Cultura y las Artes (Fundarte) es una fundación venezolana sin fines de lucro, adscrita a la Alcaldía del Municipio Libertador de Caracas. Fue creada en octubre de 1975, con el propósito de apoyar a la ciudadanía caraqueña en los procesos de formación en artes y oficios.
Está conformada por la Escuela de Ballet y Música Fredy Reyna, el Museo del Teclado y el Fondo Editorial Fundarte.
A partir del año 2009, Fundarte ha orientado su trabajo cultural a apoyar la organización popular, la creación y la promoción cultural en los espacios recuperados por la Alcaldía, así como también la creación de concursos y exposiciones de arte.

## Escuela de Ballet y Música Fredy Reyna
La Escuela de Ballet y Música Fredy Reyna fue creada en 1955, por la Gobernación del Distrito Federal, con sede en el Teatro Municipal de Caracas. Posteriormente, fue transferida a la Alcaldía del Municipio Libertador, y a una nueva sede, para finalmente ser adscrita a la Fundación para la Cultura y las Artes del Municipio Libertador (Fundarte) en 1991.
Los estudios en la escuela están basados en la técnica de danza académica, pero también se dictan clases de Danza contemporánea, Danza folclórica, Música, Gimnasia, Actuación, Francés y Repertorio. Los alumnos realizan diversas presentaciones en los espacios públicos, como una manera de complementar sus estudios.
La enseñanza en el área de Música comprende las cátedras de piano, cuatro, flauta, marimba y guitarra popular; haciendo énfasis en el repertorio de compositores venezolanos y latinoamericanos.

## Museo del Teclado
La idea de tener un museo en donde se cuidaran y agruparan valiosos instrumentos musicales, así como también que se mostrara la historia de la organología del piano, fue de la pianista venezolana Rosario Marciano. Marciano donó su colección particular al recién constituido Museo de Instrumentos de Teclado y este abrió sus puertas en 1972.
En 1979, el Museo del Teclado pasa a formar parte de Fundarte. 
Desde 1981 hasta 1987, el Museo del Teclado tuvo la guarda y custodia de las pertenencias de Teresa Carreño.

## Fondo Editorial Fundarte
El Fondo Editorial Fundarte es una editorial de la Alcaldía de Caracas que busca impulsar a los noveles escritores y publicar las obras de los escritores con trayectoria. Desde su creación, en 1975, ha editado más de 500 títulos con una estrategia de distribución y venta que permite a todos tener acceso a obras de calidad.
En 2010, con motivo de la primera Feria del Libro de Caracas, Fundarte relanzó el Fondo Editorial con la publicación y distribución gratuita de una pequeña antología de Simón Rodríguez.
A finales de ese año, el Fondo Editorial Fundarte se centró en la edición y reedición de temas de la literatura venezolana.
Como medio de incentivar la lectura en la población caraqueña, el Fondo Editorial creó puntos de lectura en diferentes locaciones de la ciudad.